# Военно-морские силы Китайской Республики
Военно-морские силы Китайской республики (кит. 中華民國海軍; pinyin: Zhōnghuá Mínguó Hǎijūn; англ. Republic of China Navy (ROCN)) — один из видов Вооружённых сил Китайской Республики. Префикс кораблей ROCN — ROCS (Republic of China Ship); в прошлом использовался префикс CNS (Chinese Navy Ship). В состав ВМС входит корпус морской пехоты.

## История
Морская пехота ВМС Китайской Республики была создана в сентябре 1947 года. Подводные силы сформированы в 1974 году после принятия на вооружение дизельных подводных лодок USS Cutlass (SS-478) типа Tench и USS Tusk (SS-426) типа Balao, ранее прошедших программу модернизации GUPPI II, закупленных в США.
Появление в составе ВС Тайваня морской авиации можно отнести к 1977 году, когда в ВВС было создано первое вертолётное подразделение, подчинённое в оперативном плане командованию ВМС. В 1999 году состоялась передача вертолётов и самолётов, действовавших в интересах флота, из ВВС в ВМС. К этому же времени относится и создание командования морской авиации.
12 декабря 2022 года Министерство национальной обороны Тайваня сообщило о намерении вооружить корветы дополнительными противокорабельными пусковыми установками «Сюнфэн-3». Всего к переоснащению планируется 10 судов.
28 сентября 2023 г. председатель судостроения острова Тайвань Чжэн Вэньлун заявил, что в г. Гаосюн была спущена первая подводная лодка отечественного производства, которая получила название «Нарвал» с бортовым номером «711».

## Организационный состав
Возглавляет ВМС командующий, которому подчинены штаб и командования: флота, морской авиации, морской пехоты, береговых ракетно-артиллерийских войск, военно-морских районов и тыла.

## Пункты базирования
- Военно-морская база Су Ао на северо-востоке Тайваня.
- Военно-морская база Цзо Ин в районе Гаосюн.

Подразделения морской пехоты размещены на островах Матсу, Кайман и Тунгвин, а также в районе столицы Тайбэй.

## Личный состав
Согласно данным справочника Jane’s Fighting Ships за 2002—03 годы, в военно-морских силах проходит службу 48,5 тысяч человек (из них 15 тысяч — в морской пехоте). В резерве числится 67,5 тысяч человек (из них 35 тысяч — в морской пехоте).
Система подготовки личного состава ВМС, созданная с помощью американских военных советников, по мнению командования ВМС, фактически полностью удовлетворяет потребности флота в командных и технических кадрах.
Основным учебным заведением, осуществляющим подготовку офицерского состава, является Китайская военно-морская академия с четырёхгодичной программой обучения.
Офицеры также имеют возможность получения высшего военного образования в командно-штабном колледже при Университете национальной обороны.
Подготовка унтер-офицерского состава ведётся в учебных частях ВМС.
Офицеры и унтер-офицеры ВМС проходят службу по контракту. Продолжительность действительной срочной службы 20 месяцев.

## Корабельный состав
Большинство кораблей закуплено в США, несколько кораблей были построены в Китайской Республике по лицензии. Фрегаты типа «Лафайет» закуплены во Франции, подводные лодки типа «Звардвис» — в Нидерландах.

### Надводные корабли
| Тип            | Изображение | Название               | Бортовой номер | Верфь                                    | В строю    | Подразделение                                                  | Примечания                                                                                       |
| -------------- | ----------- | ---------------------- | -------------- | ---------------------------------------- | ---------- | -------------------------------------------------------------- | ------------------------------------------------------------------------------------------------ |
| Тип "Kee Lung" |             | ROCS Kee Lung (基隆)   | (DDG-1801)     | Litton Ingalls, Паскагула,Миссисипи, США | 17.12.2005 | 168-й Флот ВМБ Суао, город Суао, уезд Илань, провинция Тайвань | Бывший USS Scott (DDG-995).                                                                      |
| Тип "Kee Lung" |             | ROCS Su Ao (蘇澳)      | (DDG-1802)     | Litton Ingalls, Паскагула,Миссисипи, США | 17.12.2005 | 168-й Флот ВМБ Суао, город Суао, уезд Илань, провинция Тайвань | Бывший USS Callaghan (DDG-994). На фото изображён до передачи в состав ВМС Китайской Республики. |
| Тип "Kee Lung" |             | ROCS Tso Ying (左營號) | (DDG-1803)     | Litton Ingalls, Паскагула,Миссисипи, США | 03.11.2006 | 168-й Флот ВМБ Суао, город Суао, уезд Илань, провинция Тайвань | Бывший USS Kidd (DDG-993).                                                                       |
| Тип "Kee Lung" |             | ROCS Ma Kong (馬公)    | (DDG-1805)     | Litton Ingalls, Паскагула,Миссисипи, США | 03.11.2006 | 168-й Флот ВМБ Суао, город Суао, уезд Илань, провинция Тайвань | Бывший USS Chandler (DDG-996).                                                                   |

| Тип               | Изображение | Название                 | Бортовой номер | Верфь                                         | В строю    | Подразделение                                                    | Примечания |
| ----------------- | ----------- | ------------------------ | -------------- | --------------------------------------------- | ---------- | ---------------------------------------------------------------- | --- |
| Тип "Kang Ding"   |             | ROCS Kang Ding (康定)    | PFG-1202       | DCNS - Lorient, Лорьян, Бретань, Франция      | 24.05.1996 | 124-й Флот ВМБ Цзоин, город Гаосюн                               | В 2019 году проведена модернизация с установкой нового купола орудия OTO Melara 76 mm. |
| Тип "Kang Ding"   |             | ROCS Si Ning (西寧)      | PFG-1203       | DCNS - Lorient, Лорьян, Бретань, Франция      | 05.11.1996 | 124-й Флот ВМБ Цзоин, город Гаосюн                               | В 2019 году столкнулся с неизвестным подводным объектом с сохранением в боевом составе, был отремонтирован в 2021 году. В 2023 был определён первым кораблем данного типа для проведения среднесрочной модернизации. |
| Тип "Kang Ding"   |             | ROCS Kun Ming (昆明)     | PFG-1205       | DCNS - Lorient, Лорьян, Бретань, Франция      | 26.02.1997 | 124-й Флот ВМБ Цзоин, город Гаосюн                               | |
| Тип "Kang Ding"   |             | ROCS Di Hua (迪化)       | PFG-1206       | DCNS - Lorient, Лорьян, Бретань, Франция      | 14.08.1997 | 124-й Флот ВМБ Цзоин, город Гаосюн                               | В 2018 году проведена модернизация с установкой нового купола орудия OTO Melara 76 mm. |
| Тип "Kang Ding"   |             | ROCS Wu Chang (武昌)     | PFG-1207       | DCNS - Lorient, Лорьян, Бретань, Франция      | 16.12.1997 | 124-й Флот ВМБ Цзоин, город Гаосюн                               | В 2019 году проведена модернизация с установкой нового купола орудия OTO Melara 76 mm. |
| Тип "Kang Ding"   |             | ROCS Chen De (承德)      | PFG-1208       | DCNS - Lorient, Лорьян, Бретань, Франция      | 19.03.1998 | 124-й Флот ВМБ Цзоин, город Гаосюн                               | |
| Типа "Cheng Kung" |             | ROCS Cheng Kung (鄭成功) | PFG-1101       | CSBC, Kaohsiung, Гаосюн, Китайская Республика | 07.05.1993 | 146-й Флот ВМБ Магун, город Магун, уезд Пэнху, провинция Тайвань | В ходе эксплуатации четыре из восьми ПКР Hsiung Feng II были заменены на Hsiung Feng III. |
| Типа "Cheng Kung" |             | ROCS Cheng Ho (鄭和)     | PFG-1103       | CSBC, Kaohsiung, Гаосюн, Китайская Республика | 28.03.1994 | 146-й Флот ВМБ Магун, город Магун, уезд Пэнху, провинция Тайвань | В ходе эксплуатации четыре из восьми ПКР Hsiung Feng II были заменены на Hsiung Feng III. В июне 2023 года была произведена замена Phalanx Block 1A на Phalanx Block 1B. |
| Типа "Cheng Kung" |             | ROCS Chi Kuang (繼光)    | PFG-1105       | CSBC, Kaohsiung, Гаосюн, Китайская Республика | 04.03.1995 | 146-й Флот ВМБ Магун, город Магун, уезд Пэнху, провинция Тайвань | В ходе эксплуатации четыре из восьми ПКР Hsiung Feng II были заменены на Hsiung Feng III. |
| Типа "Cheng Kung" |             | ROCS Yueh Fei (岳飛)     | PFG-1106       | CSBC, Kaohsiung, Гаосюн, Китайская Республика | 07.02.1996 | 146-й Флот ВМБ Магун, город Магун, уезд Пэнху, провинция Тайвань | В ходе эксплуатации четыре из восьми ПКР Hsiung Feng II были заменены на Hsiung Feng III. |
| Типа "Cheng Kung" |             | ROCS Tzu I (子儀)        | PFG-1107       | CSBC, Kaohsiung, Гаосюн, Китайская Республика | 09.01.1997 | 146-й Флот ВМБ Магун, город Магун, уезд Пэнху, провинция Тайвань | В ходе эксплуатации четыре из восьми ПКР Hsiung Feng II были заменены на Hsiung Feng III. В ноябре 2023 года была произведена замена Phalanx Block 1A на Phalanx Block 1B. |
| Типа "Cheng Kung" |             | ROCS Pan Chao (班超)     | PFG-1108       | CSBC, Kaohsiung, Гаосюн, Китайская Республика | 16.12.1997 | 146-й Флот ВМБ Магун, город Магун, уезд Пэнху, провинция Тайвань | В ходе эксплуатации четыре из восьми ПКР Hsiung Feng II были заменены на Hsiung Feng III. В марте 2023 года была произведена замена Phalanx Block 1A на Phalanx Block 1B. |
| Типа "Cheng Kung" |             | ROCS Chang Chien (張騫)  | PFG-1109       | CSBC, Kaohsiung, Гаосюн, Китайская Республика | 01.12.1998 | 146-й Флот ВМБ Магун, город Магун, уезд Пэнху, провинция Тайвань | В ходе эксплуатации четыре из восьми ПКР Hsiung Feng II были заменены на Hsiung Feng III. В октябре 2021 года была произведена замена Phalanx Block 1A на Phalanx Block 1B. |
| Типа "Cheng Kung" |             | ROCS Tian Dan (田單)     | PFG-1110       | CSBC, Kaohsiung, Гаосюн, Китайская Республика | 11.03.2004 | 146-й Флот ВМБ Магун, город Магун, уезд Пэнху, провинция Тайвань | В отличие от других кораблей постройки CSBC не был вооружен орудиями Bofors 40 mm L/70. В ходе эксплуатации четыре из восьми ПКР Hsiung Feng II были заменены на Hsiung Feng III. В ноябре 2022 года была произведена замена Phalanx Block 1A на Phalanx Block 1B. |
| Типа "Cheng Kung" |             | ROCS Ming Chuan (銘傳)   | PFG-1112       | Bath Iron Works, Бат, Мэн, США                | 08.11.2018 | 146-й Флот ВМБ Магун, город Магун, уезд Пэнху, провинция Тайвань | Бывший USS Taylor (FFG-50). В рамках передачи в состав ВМС Китайской Республики была установлена ранее демонтированная пусковая установка Mk 13 Mod 4, орудие OTO Melara Mk 75 замено на OTO Melara 76 mm Super Rapid. В отличие от кораблей постройки CSBC не вооружен орудиями Bofors 40 mm L/70 и ПКР Hsiung Feng II, Hsiung Feng III.                                                               |
| Типа "Cheng Kung" |             | ROCS Feng Jia (逢甲)     | PFG-1115       | Todd, Лос-Анджелес, Калифорния, США           | 08.11.2018 | 146-й Флот ВМБ Магун, город Магун, уезд Пэнху, провинция Тайвань | Бывший USS Gary (FFG-51). В рамках передачи в состав ВМС Китайской Республики был проведён такой же перечень работ, что и на ROCS Ming Chuan (PFG-1112). |
| Типа "Chi Yang"   |             | ROCS Fong Yang (鳳陽號)  | FFG-933        | Avondale Shipyard, Уэствего, Луизиана, США    | 06.10.1993 | 168-й Флот ВМБ Суао, город Суао, уезд Илань, провинция Тайвань   | Бывший USS Brewton (FF-1086). В период с марта по октябрь 2004 года проходил модернизацию по программе "Wu Sanhua". Данная программа предполагает установку на корабль направляющих для 10 транспортно-пусковых контейнеров ЗУР SM-1MR. Для применения ЗУР корабль оснащается РЛС Signaal DA-8/2, Signaal STIR-180 и боевой системы H-930, демонтированных сэсминцев типа "Yang" (снятых с вооружения). |
| Типа "Chi Yang"   |             | ROCS Fen Yang (汾陽號)   | FFG-934        | Avondale Shipyard, Уэствего, Луизиана, США    | 06.10.1993 | 168-й Флот ВМБ Суао, город Суао, уезд Илань, провинция Тайвань   | Бывший USS Kirk (FF-1087). В 2008 году проходил модернизацию по программе "Wu Sanhua". |
| Типа "Chi Yang"   |             | ROCS Lan Yang (蘭陽號)   | FFG-935        | Avondale Shipyard, Уэствего, Луизиана, США    | 04.08.1995 | 168-й Флот ВМБ Суао, город Суао, уезд Илань, провинция Тайвань   | Бывший USS Joseph Hewes (FF-1078). В 2006 году проходил модернизацию по программе "Wu Sanhua". |
| Типа "Chi Yang"   |             | ROCS Hwai Yang (淮陽號)  | FFG-937        | Avondale Shipyard, Уэствего, Луизиана, США    | 04.08.1995 | 168-й Флот ВМБ Суао, город Суао, уезд Илань, провинция Тайвань   | Бывший USS Barbey (FF-1088). В 2009 году проходил модернизацию по программе "Wu Sanhua". |
| Типа "Chi Yang"   |             | ROCS Ning Yang (寧陽號)  | FFG-938        | Avondale Shipyard, Уэствего, Луизиана, США    | 18.10.1999 | 168-й Флот ВМБ Суао, город Суао, уезд Илань, провинция Тайвань   | Бывший USS Aylwin (FF-1081). В 2007 году проходил модернизацию по программе "Wu Sanhua". |
| Типа "Chi Yang"   |             | ROCS Yi Yang (宜陽號)    | FFG-939        | Avondale Shipyard, Уэствего, Луизиана, США    | 18.10.1999 | 168-й Флот ВМБ Суао, город Суао, уезд Илань, провинция Тайвань   | Бывший USS Valdez (FF-1096). В 2006 году проходил модернизацию по программе "Wu Sanhua". |

| Тип                 | Изображение | Название                    | Бортовой номер | Верфь                                                     | В строю    | Подразделение                                         | Примечания |
| ------------------- | ----------- | --------------------------- | -------------- | --------------------------------------------------------- | ---------- | ----------------------------------------------------- | --- |
| Типа "Tuo Chiang"   |             | ROCS Tuo Chiang (沱江)      | PGG-618        | Lungteh Shipbuilding, Суао, Тайвань, Китайская Республика | 23.12.2014 | 131-й ФлотВМБ Цзилун, город Цзилун, провинция Тайвань | Прототип, отличающийся по габаритам от серийных кораблей. По вооружению от Flight I отличается отсутствием 16 ЗУР TC-2N и 2 пулеметов M2 Browning, а также наличием 4 дополнительных ПКР Hsiung Feng III. |
| Типа "Tuo Chiang"   |             | ROCS Ta Chiang (塔江)       | PGG-619        | Lungteh Shipbuilding, Суао, Тайвань, Китайская Республика | 27.07.2021 | 131-й ФлотВМБ Цзилун, город Цзилун, провинция Тайвань | Первый представитель серии Flight I. |
| Типа "Tuo Chiang"   |             | ROCS Fu Chiang (富江)       | PGG-620        | Lungteh Shipbuilding, Суао, Тайвань, Китайская Республика | 28.06.2023 | 131-й ФлотВМБ Цзилун, город Цзилун, провинция Тайвань | |
| Типа "Tuo Chiang"   |             | ROCS An Chiang (安江)       | PGG-625        | Lungteh Shipbuilding, Суао, Тайвань, Китайская Республика | 26.03.2024 | 131-й ФлотВМБ Цзилун, город Цзилун, провинция Тайвань | |
| Типа "Tuo Chiang"   |             | ROCS Wan Chiang (萬江)      | PGG-626        | Lungteh Shipbuilding, Суао, Тайвань, Китайская Республика | 26.03.2024 | 131-й ФлотВМБ Цзилун, город Цзилун, провинция Тайвань | |
| Типа "Tuo Chiang"   |             | ROCS Xu Jiang (旭江)        | PGG-621        | Lungteh Shipbuilding, Суао, Тайвань, Китайская Республика |            |                                                       | Построен, ожидает официального принятия в состав флота в мае 2024 года. |
| Типа "Tuo Chiang"   |             | ROCS Wu Chiang (武江)       | PGG-623        | Lungteh Shipbuilding, Суао, Тайвань, Китайская Республика |            |                                                       | Построен, ожидает официального принятия в состав флота в мае 2024 года. |
| Типа "Ching Chiang" |             | ROCS Kao Chiang (高江艦)    | PGG-609        | CSBC, Kaohsiung, Гаосюн, Китайская Республика             | 30.12.1999 | 131-й ФлотВМБ Цзилун, город Цзилун, провинция Тайвань | |
| Типа "Ching Chiang" |             | ROCS Jin Chiang (金江艦)    | PGG-610        | CSBC, Kaohsiung, Гаосюн, Китайская Республика             | 15.02.2000 | 131-й ФлотВМБ Цзилун, город Цзилун, провинция Тайвань | ROCS Jin Chiang (PGG-610) является первым носителем ПКР Hsiung Feng III. На фотографии он представлен на заднем плане.                                                                                    |
| Типа "Ching Chiang" |             | ROCS Hsiang Chiang (湘江艦) | PGG-611        | CSBC, Kaohsiung, Гаосюн, Китайская Республика             | 15.02.2000 | 131-й ФлотВМБ Цзилун, город Цзилун, провинция Тайвань | |
| Типа "Ching Chiang" |             | ROCS Po Chiang (鄱江艦)     | PGG-614        | CSBC, Kaohsiung, Гаосюн, Китайская Республика             | 21.07.2000 | 131-й ФлотВМБ Цзилун, город Цзилун, провинция Тайвань | На фотографии ROCS Po Chiang (PGG-614) представлен справа с краю. |
| Типа "Ching Chiang" |             | ROCS Chang Chiang (昌江艦)  | PGG-615        | CSBC, Kaohsiung, Гаосюн, Китайская Республика             | 21.07.2000 | 131-й ФлотВМБ Цзилун, город Цзилун, провинция Тайвань | |
| Типа "Ching Chiang" |             | ROCS Chu Chiang (珠江艦)    | PGG-617        | CSBC, Kaohsiung, Гаосюн, Китайская Республика             | 21.07.2000 | 131-й ФлотВМБ Цзилун, город Цзилун, провинция Тайвань | |

| Тип                 | Изображение | Бортовой номер | Верфь                                         | В строю                                                                    | Подразделение                                         | Примечания |
| ------------------- | ----------- | -------------- | --------------------------------------------- | -------------------------------------------------------------------------- | ----------------------------------------------------- | ---------- |
| Типа "Kuang Hua VI" |             | FACG-60        | CSBC, Kaohsiung, Гаосюн, Китайская Республика | 01.10.2003                                                                 | 131-й ФлотВМБ Цзилун, город Цзилун, провинция Тайвань | Прототип.  |
| Типа "Kuang Hua VI" | FACG-61     | 28.08.2009     | CSBC, Kaohsiung, Гаосюн, Китайская Республика |                                                                            | 131-й ФлотВМБ Цзилун, город Цзилун, провинция Тайвань |            |
| Типа "Kuang Hua VI" | FACG-62     | 28.08.2009     | CSBC, Kaohsiung, Гаосюн, Китайская Республика |                                                                            | 131-й ФлотВМБ Цзилун, город Цзилун, провинция Тайвань |            |
| Типа "Kuang Hua VI" | FACG-63     | 10.11.2009     | CSBC, Kaohsiung, Гаосюн, Китайская Республика |                                                                            | 131-й ФлотВМБ Цзилун, город Цзилун, провинция Тайвань |            |
| Типа "Kuang Hua VI" | FACG-64     | 10.11.2009     | CSBC, Kaohsiung, Гаосюн, Китайская Республика |                                                                            | 131-й ФлотВМБ Цзилун, город Цзилун, провинция Тайвань |            |
| Типа "Kuang Hua VI" | FACG-65     | 17.12.2009     | CSBC, Kaohsiung, Гаосюн, Китайская Республика |                                                                            | 131-й ФлотВМБ Цзилун, город Цзилун, провинция Тайвань |            |
| Типа "Kuang Hua VI" | FACG-66     | 17.12.2009     | CSBC, Kaohsiung, Гаосюн, Китайская Республика |                                                                            | 131-й ФлотВМБ Цзилун, город Цзилун, провинция Тайвань |            |
| Типа "Kuang Hua VI" | FACG-68     | 10.02.2010     | CSBC, Kaohsiung, Гаосюн, Китайская Республика |                                                                            | 131-й ФлотВМБ Цзилун, город Цзилун, провинция Тайвань |            |
| Типа "Kuang Hua VI" | FACG-69     | 10.02.2010     | CSBC, Kaohsiung, Гаосюн, Китайская Республика |                                                                            | 131-й ФлотВМБ Цзилун, город Цзилун, провинция Тайвань |            |
| Типа "Kuang Hua VI" | FACG-70     | 18.05.2010     | CSBC, Kaohsiung, Гаосюн, Китайская Республика |                                                                            | 131-й ФлотВМБ Цзилун, город Цзилун, провинция Тайвань |            |
| Типа "Kuang Hua VI" | FACG-71     | 18.05.2010     | CSBC, Kaohsiung, Гаосюн, Китайская Республика |                                                                            | 131-й ФлотВМБ Цзилун, город Цзилун, провинция Тайвань |            |
| Типа "Kuang Hua VI" | FACG-72     | 15.07.2010     | CSBC, Kaohsiung, Гаосюн, Китайская Республика |                                                                            | 131-й ФлотВМБ Цзилун, город Цзилун, провинция Тайвань |            |
| Типа "Kuang Hua VI" | FACG-73     | 15.07.2010     | CSBC, Kaohsiung, Гаосюн, Китайская Республика |                                                                            | 131-й ФлотВМБ Цзилун, город Цзилун, провинция Тайвань |            |
| Типа "Kuang Hua VI" | FACG-74     | 09.2010        | CSBC, Kaohsiung, Гаосюн, Китайская Республика |                                                                            | 131-й ФлотВМБ Цзилун, город Цзилун, провинция Тайвань |            |
| Типа "Kuang Hua VI" | FACG-75     | 09.2010        | CSBC, Kaohsiung, Гаосюн, Китайская Республика |                                                                            | 131-й ФлотВМБ Цзилун, город Цзилун, провинция Тайвань |            |
| Типа "Kuang Hua VI" | FACG-77     | 12.11.2010     | CSBC, Kaohsiung, Гаосюн, Китайская Республика |                                                                            | 131-й ФлотВМБ Цзилун, город Цзилун, провинция Тайвань |            |
| Типа "Kuang Hua VI" | FACG-78     | 12.11.2010     | CSBC, Kaohsiung, Гаосюн, Китайская Республика |                                                                            | 131-й ФлотВМБ Цзилун, город Цзилун, провинция Тайвань |            |
| Типа "Kuang Hua VI" | FACG-79     | 10.01.2011     | CSBC, Kaohsiung, Гаосюн, Китайская Республика |                                                                            | 131-й ФлотВМБ Цзилун, город Цзилун, провинция Тайвань |            |
| Типа "Kuang Hua VI" | FACG-80     | 10.01.2011     | CSBC, Kaohsiung, Гаосюн, Китайская Республика |                                                                            | 131-й ФлотВМБ Цзилун, город Цзилун, провинция Тайвань |            |
| Типа "Kuang Hua VI" | FACG-81     | 07.04.2011     | CSBC, Kaohsiung, Гаосюн, Китайская Республика |                                                                            | 131-й ФлотВМБ Цзилун, город Цзилун, провинция Тайвань |            |
| Типа "Kuang Hua VI" | FACG-82     | 07.04.2011     | CSBC, Kaohsiung, Гаосюн, Китайская Республика |                                                                            | 131-й ФлотВМБ Цзилун, город Цзилун, провинция Тайвань |            |
| Типа "Kuang Hua VI" | FACG-83     | 19.05.2011     | CSBC, Kaohsiung, Гаосюн, Китайская Республика |                                                                            | 131-й ФлотВМБ Цзилун, город Цзилун, провинция Тайвань |            |
| Типа "Kuang Hua VI" | FACG-84     | 19.05.2011     | CSBC, Kaohsiung, Гаосюн, Китайская Республика |                                                                            | 131-й ФлотВМБ Цзилун, город Цзилун, провинция Тайвань |            |
| Типа "Kuang Hua VI" | FACG-86     | 13.07.2011     | CSBC, Kaohsiung, Гаосюн, Китайская Республика | В 2018 году на катер установлено 20 мм автоматическая установка XTR-102A2. | 131-й ФлотВМБ Цзилун, город Цзилун, провинция Тайвань |            |
| Типа "Kuang Hua VI" | FACG-87     | 13.07.2011     | CSBC, Kaohsiung, Гаосюн, Китайская Республика |                                                                            | 131-й ФлотВМБ Цзилун, город Цзилун, провинция Тайвань |            |
| Типа "Kuang Hua VI" | FACG-88     | 17.08.2011     | CSBC, Kaohsiung, Гаосюн, Китайская Республика |                                                                            | 131-й ФлотВМБ Цзилун, город Цзилун, провинция Тайвань |            |
| Типа "Kuang Hua VI" | FACG-89     | 17.08.2011     | CSBC, Kaohsiung, Гаосюн, Китайская Республика |                                                                            | 131-й ФлотВМБ Цзилун, город Цзилун, провинция Тайвань |            |
| Типа "Kuang Hua VI" | FACG-90     | 18.10.2011     | CSBC, Kaohsiung, Гаосюн, Китайская Республика |                                                                            | 131-й ФлотВМБ Цзилун, город Цзилун, провинция Тайвань |            |
| Типа "Kuang Hua VI" | FACG-91     | 18.10.2011     | CSBC, Kaohsiung, Гаосюн, Китайская Республика | В 2018 году на катер установлено 20 мм автоматическая установка XTR-102A2. | 131-й ФлотВМБ Цзилун, город Цзилун, провинция Тайвань |            |
| Типа "Kuang Hua VI" | FACG-92     | 02.12.2011     | CSBC, Kaohsiung, Гаосюн, Китайская Республика |                                                                            | 131-й ФлотВМБ Цзилун, город Цзилун, провинция Тайвань |            |
| Типа "Kuang Hua VI" | FACG-93     | 02.12.2011     | CSBC, Kaohsiung, Гаосюн, Китайская Республика |                                                                            | 131-й ФлотВМБ Цзилун, город Цзилун, провинция Тайвань |            |

| Тип              | Изображение           | Название                | Бортовой номер | Верфь                                                | В строю    | Подразделение                      | Примечания                                                                                      |
| ---------------- | --------------------- | ----------------------- | -------------- | ---------------------------------------------------- | ---------- | ---------------------------------- | ----------------------------------------------------------------------------------------------- |
| Типа "Yung Jin"  |                       | ROCS Yung Jin (永靖號)  | MCH-1310       | Intermarine USA, Саванна, Джорджия, США              | 10.08.2012 | 192-й Флот ВМБ Цзоин, город Гаосюн | Бывший USS Oriole(MHC-55).                                                                      |
| Типа "Yung Jin"  |                       | ROCS Yung An (永安號)   | MCH-1311       | Intermarine USA, Саванна, Джорджия, США              | 10.08.2012 | 192-й Флот ВМБ Цзоин, город Гаосюн | Бывший USS Falcon (MHC-59).                                                                     |
| Типа "Yung Yang" |                       | ROCS Yung Yang (永陽號) | MSO-1306       | Wilmington Boat Works, Лос-Анджелес, Калифорния, США | 01.03.1995 | 192-й Флот ВМБ Цзоин, город Гаосюн | Бывший USS Implicit (MSO-455). На фото изображён до передачи в состав ВМС Китайской Республики. |
| Типа "Yung Feng" |                       | ROCS Yung Feng (永豐)   | MHC-1301       | Abeking & Rasmussen, Лемвердер, Нижняя Саксония, ФРГ | 12.07.1991 | 192-й Флот ВМБ Цзоин, город Гаосюн |                                                                                                 |
| Типа "Yung Feng" | ROCS Yung Chia (永嘉) | MHC-1302                | 12.07.1991     | Abeking & Rasmussen, Лемвердер, Нижняя Саксония, ФРГ |            | 192-й Флот ВМБ Цзоин, город Гаосюн |                                                                                                 |
| Типа "Yung Feng" | ROCS Yung Nien (永定) | MHC-1303                | 12.07.1991     | Abeking & Rasmussen, Лемвердер, Нижняя Саксония, ФРГ |            | 192-й Флот ВМБ Цзоин, город Гаосюн |                                                                                                 |
| Типа "Yung Feng" | ROCS Yung Shun (永順) | MHC-1305                | 12.07.1991     | Abeking & Rasmussen, Лемвердер, Нижняя Саксония, ФРГ |            | 192-й Флот ВМБ Цзоин, город Гаосюн |                                                                                                 |

| Тип              | Изображение | Бортовой номер | Верфь                                                     | В строю    | Подразделение                      | Примечания |
| ---------------- | ----------- | -------------- | --------------------------------------------------------- | ---------- | ---------------------------------- | ---------- |
| Типа "Min Jiang" |             | FMLB-1         | Lungteh Shipbuilding, Суао, Тайвань, Китайская Республика | 14.01.2022 | 192-й Флот ВМБ Цзоин, город Гаосюн |            |
| Типа "Min Jiang" | FMLB-2      | 14.01.2022     | Lungteh Shipbuilding, Суао, Тайвань, Китайская Республика |            | 192-й Флот ВМБ Цзоин, город Гаосюн |            |

| Тип              | Изображение | Название                | Бортовой номер | Верфь                                                           | В строю    | Подразделение                      | Примечания                                            |
| ---------------- | ----------- | ----------------------- | -------------- | --------------------------------------------------------------- | ---------- | ---------------------------------- | ----------------------------------------------------- |
| Типа "Yushan"    |             | ROCS Yushan (玉山)      | LPD-1401       | CSBC, Kaohsiung, Гаосюн, Китайская Республика                   | 14.01.2022 | 151-й Флот ВМБ Цзоин, город Гаосюн | Десантный корабль-док.                                |
| Типа "Hsu Hai"   |             | ROCS Hsu Hai (旭海)     | LSD-193        | Fore River Shipyard, Куинси, Массачусетс, США                   | 21.07.2000 | 151-й Флот ВМБ Цзоин, город Гаосюн | Десантный корабль-док. Бывший USS Pensacola (LSD-38). |
| Типа "Chung Ho"  |             | ROCS Chung Ho (中和)    | LST-232        | Philadelphia Naval Shipyard, Филадельфия, Пенсильвания, США     | 08.05.1997 | 151-й Флот ВМБ Цзоин, город Гаосюн | Бывший USS Manitowoc (LST-1180).                      |
| Типа "Chung Ho"  |             | ROCS Chung Ping (中平)  | LST-233        | Philadelphia Naval Shipyard, Филадельфия, Пенсильвания, США     | 08.05.1997 | 151-й Флот ВМБ Цзоин, город Гаосюн | Бывший USS Sumter (LST-1181).                         |
| Типа "Chung Hai" |             | ROCS Chung Chien (中建) | LST-205        | Jeffersonville Boat & Machine Co., Джефферсонвилл, Индиана, США | 07.02.1948 | 151-й Флот ВМБ Цзоин, город Гаосюн | Бывший USS LST-716.                                   |
| Типа "Chung Hai" |             | ROCS Chung Chie (中啟)  | LST-218        | American Bridge Company, Амбридж, Пенсильвания, США             | 30.06.1955 | 151-й Флот ВМБ Цзоин, город Гаосюн | Бывший USS Berkeley County (LST-279).                 |
| Типа "Chung Hai" |             | ROCS Chung Ming (中明)  | LST-227        | Chicago Bridge & Iron Co., Сенека, Иллинойс, США                | 21.10.1958 | 151-й Флот ВМБ Цзоин, город Гаосюн | Бывший USS Sweetwater County (LST-1152).              |
| Типа "Chung Hai" |             | ROCS Chung Yeh (中業)   | LST-231        | Chicago Bridge & Iron Co., Сенека, Иллинойс, США                | 21.09.1961 | 151-й Флот ВМБ Цзоин, город Гаосюн | Бывший USS Sublette County (LST-1144).                |

| Тип             | Изображение           | Название               | Бортовой номер                                             | Верфь                                                  | В строю | Подразделение                         | Примечания |
| --------------- | --------------------- | ---------------------- | ---------------------------------------------------------- | ------------------------------------------------------ | --- | ------------------------------------- | --- |
| Типа "Hai Lung" |                       | ROCS Hai Lung (海龍艦) | SS-793                                                     | Wilton-Fijenoord, Схидам, Южная Голландия, Нидераланды | 28.12.1987 | 256-я Эскадра ВМБ Цзоин, город Гаосюн | В период между 2012-2014 году подводная лодка была оборудована новыми системами для применения ПКР UGM-84L Harpoon. |
| Типа "Hai Lung" |                       | ROCS Hai Hu (海虎艦)   | SS-794                                                     | Wilton-Fijenoord, Схидам, Южная Голландия, Нидераланды | 04.07.1988 | 256-я Эскадра ВМБ Цзоин, город Гаосюн | В период между 2012-2014 году подводная лодка была оборудована новыми системами для применения ПКР UGM-84L Harpoon. |
| Типа "Hai Shih" |                       | ROCS Hai Shih (海獅號) | SS-791                                                     | Portsmouth Naval Shipyard, Киттери, Мэн, США           | 18.04.1974 | 256-я Эскадра ВМБ Цзоин, город Гаосюн | Бывшая подводная лодка USS Cutlass (SS-478) типа "Tench". До передачи в состав ВМС Китайской Республики прошла модернизацию по программе "GUPPY II". Старейшая действующая подводная лодка. Используется для учебных целей. |
| Типа "Hai Shih" | ROCS Hai Pao (海豹號) | SS-792                 | Cramp Shipbuilding Company, Филадельфия, Пенсильвания, США | 10.01.1974                                             | Бывшая подводная лодка USS Tusk (SS-426) типа "Balao". До передачи в состав ВМС Китайской Республики прошла модернизацию по программе "GUPPY II". Используется для учебных целей. | 256-я Эскадра ВМБ Цзоин, город Гаосюн | |

- Эсминец Kee Lung (DDG-1801)
- Фрегат Kang Ding (FFG-1202) с вертолётом S70C
- Фрегат NI YANG (F 938)

### Подводные лодки
В составе ROCN четыре подводные лодки:
- две весьма совершенные подлодки типа «Hai Lung» — построенные в 1980-х в Голландии (планировали построить четыре, но из-за протестов КНР Голландия расторгла контракт) подводные лодки типа «Звардвис»:
  - Hai Lung (SS-793), 1987 года постройки
  - Hai Hu (SS-794), 1988 года постройки
- две лодки класса Tench, построенные в США в 1945 году. Используются как учебные и условно-боевые корабли.

В 2001 году Тайвань заказал в США восемь дизель-электрических подлодок, однако эти лодки вплоть до 2012 года поставлены не были, в связи с чем в 2012 году тайваньская судостроительная компания CSBC Corporation предложила тайваньскому военному ведомству проектирование и строительство подводных лодок.
Тайвань планирует построить к 2020 году 9 новых подводных лодок типа IDS, которые должны заменить 2 устаревшие субмарины типа Hai Shih, возраст которых превысил 50 лет.
28 сентября 2023 года состоялась церемония присвоения названия и спуска на воду первой подлодки этого типа — Хай Кун (海鯤), бортовой номер 711.

### Ракетные катера и патрульные корабли
Тайвань имеет 45 небольших военных кораблей:
- 31 ракетный катер типа «Kuang Hua VI», вооруженный четырьмя ракетами HF-II. Построены в 2005—2012 годах[5].
- 12 патрульных кораблей класса Ching Chiang.
- 12 лёгких патрульных канонерок.

### Тральщики
Всего в ВМС Китайской Республики восемь тральщиков: четыре класса Aggressive постройки США и четыре класса Yung Feng, которые были построены под видом гражданских кораблей.
В 2012 году должны были быть получениы ещё два тральщика типа «Оспри» (Osprey) из США. Стоимость каждого корабля для ВМС Тайваня составляет 53 миллиона долларов.

### Десантные корабли
В ВМС Китайской Республики 15 десантных кораблей:
- один десантный корабль-док типа «Анкоридж», бывший американский USS Pensacola (LSD-38), 1969 года постройки.
- один десантный корабль-док типа «Каса Гранде», бывший американский USS Comstock (LSD-19), 1945 года постройки.
- два больших десантных корабля типа Newport, американские, 1972 года постройки.
- одиннадцать десантных кораблей класса LSM-1 и класса LST-1, американские, 1942—1945 годов постройки.

### Суда обеспечения
В составе сил поддержки Тайвань имеет одно судно комплексного снабжения, два танкера, три буксира и четыре транспортных корабля и одно океанографическое судно.
ВМС Китайской Республики (Тайваня) в своем пресс-релизе сообщили, что 22 декабря 2012 года тайваньской судостроительной корпорацией CSBC Corporation будет заложено для тайваньского флота новое большое судно комплексного снабжения Jen Xian (禎祥). Судно предназначено для снабжения корабельных группировок в открытом море и должно быть передано ВМС Тайваня в 2015 году.

### Авиация флота
В составе эскадрилий ВМС имеются:
- 26 патрульных противолодочных самолётов Grumman S-2 Tracker.
- 1 патрульный противолодочный самолёт Lockheed P-3 Orion. Ещё 3 должны поступить на вооружение до конца 2013 года, 5 — в 2014, и 3 — в 2015 году. Всего, в США, заказанно 12 новых патрульных самолётов, для замены Grumman S-2 Tracker[7].
- 19 вертолётов Sikorsky SH-60 Seahawk
- 9 вертолётов McDonnell Douglas MD 500 Defender

## Техника и вооружение
В 2011 году тайваньские ВМС начали принимать на вооружение новую сверхзвуковую противокорабельную ракету (ПКР) «Сюнфэн-3» (Hsiung Feng III) собственного производства. Первоначально такими ПКР планируется оснастить 15 боевых кораблей, а затем мобильные береговые установки. ПКР способна развивать скорость до М=2 и поражать цели в радиусе 130 км.

## Флаги кораблей и судов
- Флаг кораблей и судов ВМС Китайской Республики
- Гюйс кораблей и судов ВМС Китайской Республики

## Морская пехота
Морская пехота ВМС Тайваня была создана в сентябре 1947 года и изначально включала 66-ю и 99-ю дивизии, отдельный танковый полк и полк тылового обслуживания.
В 1996 году, в ходе военной реформы, структура командования морской пехоты претерпела изменения.
Состав морской пехоты:
- три бригады (66-я, 77-я, 99-я)
- три группы амфибий

На вооружении морской пехоты находятся танки М60 и M41, плавающие БТР различной модификации (в том числе AAV7), плавающие бронированные штурмовые машины LVT-5, вертолёты Hughes OH-6 Cayuse, орудия полевой артиллерии и миномёты, а также противотанковые и зенитные ракетные средства.
В морской пехоте силы специальных операций представлены ротой боевых пловцов, называемой «Морскими драконами» (Sea Dragons), которая входит в состав 101-го разведывательного десантного батальона.
Ранее имевшийся отряд подводного разминирования UDT в настоящее время расформирован.

## Перспективы развития
Согласно плану развития, военно-морские силы (35 тысяч человек) к 2020 году будут насчитывать 168 кораблей основных классов, в том числе: 10 подводных лодок, 9 эсминцев, 37 фрегатов, 83 противолодочных ракетных катера, 12 тральщиков, 17 десантных кораблей, а также 205 десантно-высадочных средств, 100 плавающих бронетранспортёров, 19 вспомогательных судов и 5 батарей противокорабельных ракет для обороны побережья.

## Оценка сил
Китайская Республика на острове Тайвань, образовавшаяся в 1949 году в результате отделения от Китая после гражданской войны, занимает важное геостратегическое положение, что предопределяет особую роль острова в Азиатско-Тихоокеанском регионе.
Флот Тайваня уступает Южному и Восточному флоту КНР по эсминцам и фрегатам более чем в два раза, по десантным кораблям — в 3 раза и по неатомным подводным лодкам — в 8 раз. Правительство Тайваня пытается компенсировать отставание и в 2011 г. выделило на кораблестроительные программы 16 млрд долл., которые предполагается освоить в течение 20 лет.
В действительности сама возможность выживания ВМС Тайваня в случае военного столкновения с КНР и при невмешательстве США представляется маловозможной. Мощь ПВО и ПЛО тайваньского флота недостаточна даже для обеспечения береговой обороны.
Особые надежды Тайбэй возлагает на военно-техническое сотрудничество с США, особенно в отношении покупки подводных лодок, авиации и ракетного вооружения. Подобное сотрудничество неизменно вызывало крайне острую реакцию со стороны Пекина. Существует возможность того, что в ближайшей перспективе Вашингтон воздержится от обострения американо-китайских отношений и не будет наращивать продажу оружия Тайваню.
Тайваньские корабли основных классов имеют высокие ударные возможности (за счёт наличия сверхзвуковых ПКР), адекватную дальнюю противовоздушную оборону, но имеют серьёзные недостатки в области ПВО самообороны.